# Perdiz-de-samatra
Perdiz-de-samatra  (Arborophila sumatrana) é uma espécie de ave da família Phasianidae.
Pode ser encontrada nos seguintes países: Indonésia e Malásia.
Os seus habitats naturais são: florestas subtropicais ou tropicais húmidas de baixa altitude e regiões subtropicais ou tropicais húmidas de alta altitude.